# Вимагання
Вимага́ння, вимага́тельство (здирство) — згідно з ч.1 ст.189 КК  це вимога передачі чужого майна чи права на майно або вчинення будь-яких дій майнового характеру з погрозою насильства над потерпілим чи його близькими родичами, обмеження прав або законних інтересів цих осіб, пошкодження чи знищення їхнього майна або майна, що перебуває в їхньому віданні чи під охороною, або розголошення відомостей, які потерпілий чи його близькі родичі бажають зберегти в таємниці. Вимагання (здирництво) часто називають рекетом.